# Phyllophaga reyesiana
Phyllophaga reyesiana är en skalbaggsart som beskrevs av Moron 1992. Phyllophaga reyesiana ingår i släktet Phyllophaga och familjen Melolonthidae. Inga underarter finns listade i Catalogue of Life.